# Gestamp Automoción
Gestamp ist ein spanischer Metallverarbeiter, der sich auf Umformtechnik, vor allem auf die Warmumformung spezialisiert hat. Hauptkunde ist die Automobilindustrie. Weltweit gibt es über 100 Produktionsstandorte.

## Geschichte
1958 gründete die Francisco Riberas Pampliega den Metallverarbeiter Gonvarri. 1997 wurde Gestamp gegründet. Im Juli 2011 wurde die Umformtechnik von ThyssenKrupp (ThyssenKrupp Metal Forming / TKMF) als Gestamp Umformtechnik in die Firma integriert.
35 % der Anteile an Gestamp Automoción gehören ArcelorMittal, 65 % der Grupo Gestamp, die von der Holding Gonvarri S.L. der Familie Ribera gehalten wird. Seit 2010 gehört das deutsche Unternehmen Edscha zum Unternehmen. Im Jahr 2011 wurden die ersten Standorte in Russland (Toljatti und Kaluga) eröffnet.

## Tochtergesellschaften (Auswahl)
- Gestamp Umformtechnik
- Griwe Gestamp
- Gestamp HardTech